# Македоније Сиријски
Преподобни Македоније је био сиријски пустињак. Тек под старост хранио се хлебом печеним, а пре тога јео је само јечмена зрна омекшана у води. Скончао земни живот 418. године.
Српска православна црква слави га 24. јануара по црквеном, а 6. фебруара по грегоријанском календару.
Велики део овог текста је преузет из охридског пролога светог владике Николаја Велимировића. Он не подлеже ауторским правима